# Winfried Nachtwei

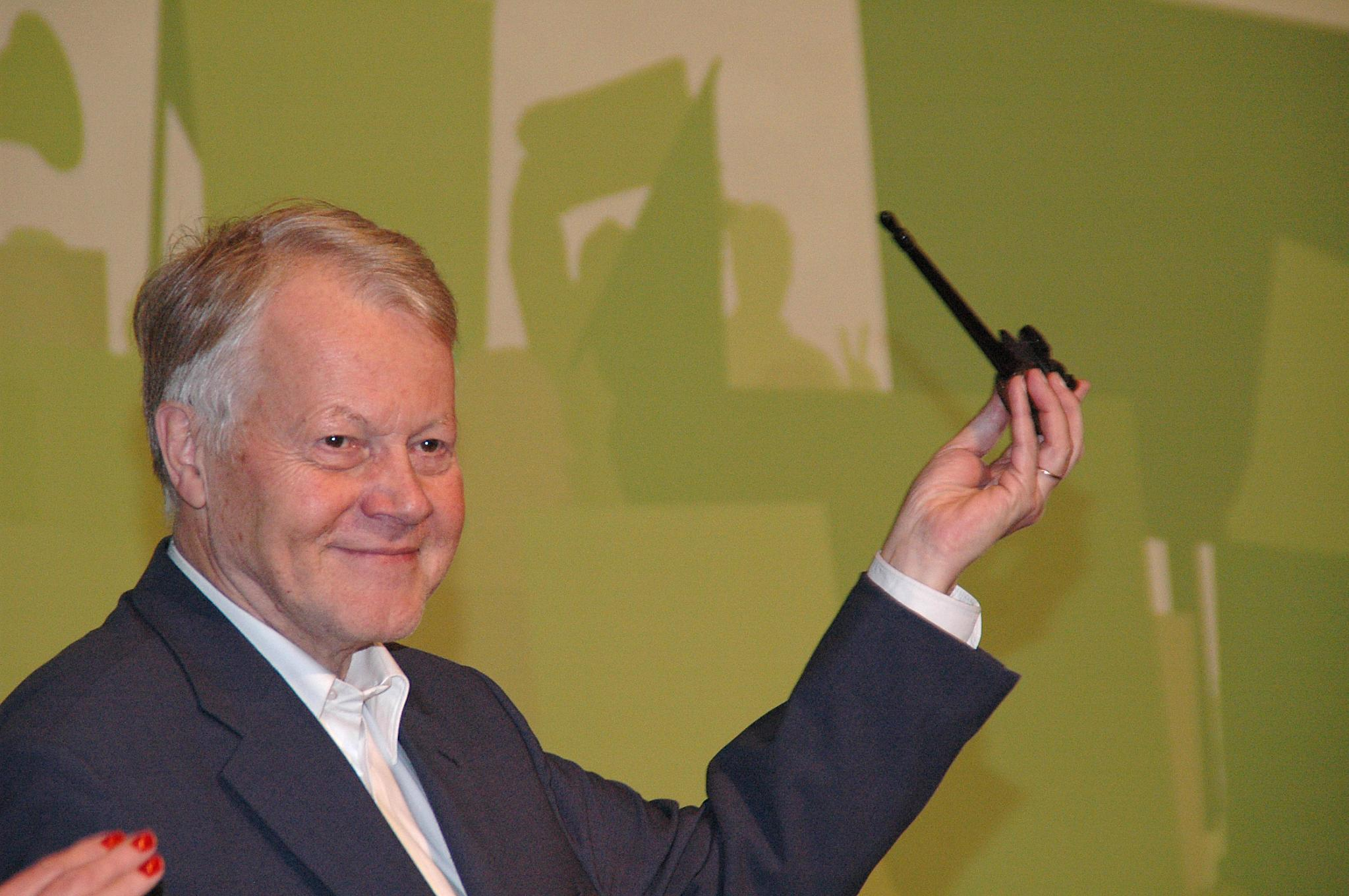
Winfried Nachtwei 2008

Winfried Maria Nachtwei (* 15. April 1946 in Wulfen) ist ein deutscher Politiker (Bündnis 90/Die Grünen) und Experte für Friedens- und Sicherheitspolitik.

## Leben und Beruf
Nach dem Abitur am Max-Planck-Gymnasium in Düsseldorf leistete Nachtwei von 1965 bis 1967 seinen Wehrdienst ab, zuletzt im Dienstgrad eines Leutnants der Reserve und absolvierte anschließend ein Lehramtsstudium der Geschichte und Sozialwissenschaften in München und Münster, welches er mit dem Staatsexamen für das Höhere Lehramt beendete. Danach war er von 1977 bis 1994 als Studienrat am Clemens-Brentano-Gymnasium in Dülmen tätig.
Winfried Nachtwei ist verwitwet.

## Partei
Nachtwei war in den 1970er Jahren Mitglied des maoistischen Kommunistischen Bundes Westdeutschland, danach war er seit 1980 in der Friedensbewegung aktiv und gehörte zu den Gründungsmitgliedern der Grünen in Münster, wo er auch mehrfach Mitglied des Kreisvorstandes war.

## Abgeordneter
Nachtwei war von 1994 bis 2009 Mitglied des Deutschen Bundestages. Hier war er von Oktober 2002 bis Oktober 2005 stellvertretender Vorsitzender der Bundestagsfraktion Bündnis 90/Die Grünen und gleichzeitig Koordinator des Fraktionsarbeitskreises Internationale Politik und Menschenrechte. Von Oktober 2005 bis zu seinem Ausscheiden aus dem Bundestag war er stellvertretender Koordinator dieses Arbeitskreises und außerdem Fraktionssprecher für Sicherheits- und Abrüstungspolitik. 
Winfried Nachtwei zog stets über die Landesliste Nordrhein-Westfalen in den Deutschen Bundestag ein. 2009 kandidierte er nicht erneut für den Bundestag.

## Mitgliedschaften
Winfried Nachtwei ist Mitglied im Vorstand der Vereinigung Gegen Vergessen – Für Demokratie sowie Beisitzer im Vorstand des Förderkreises Darmstädter Signal. Er ist seit 2022 sachverständiges Mitglied der Enquete-Kommission Lehren aus Afghanistan für das künftige vernetzte Engagement Deutschlands des Deutschen Bundestags.

## Ehrungen
- 2010: Verdienstkreuz am Bande der Bundesrepublik Deutschland